# 小西氏楠
小西氏楠（学名：Machilus konishii）为樟科楠属下的一个种。

## 扩展阅读
- 維基物種上的相關：小西氏楠